# 孔友谅
孔友諒（？—？），譜名諒，字信伯，直隸長洲縣人，祖籍山東曲阜，孔子第五十七代孫，

## 生平
永乐十六年（1418年）登戊戌科进士，改庶吉士，任双流县知縣。明宣宗即位之初，友諒上疏曰：“大小官自折鈔外，月不過米二石。不足食数人，仰事俯育，与道路往来，费安所取资？”宣德八年十一月，入京為庶吉士。有子孔镛。